# Полдневе
Полднево (рос. Полдневое) — село у Камизяцькому районі Астраханської області Російської Федерації.
Населення становить 1097  осіб. Входить до складу муніципального утворення Образцово-Травінська сільська рада.

## Історія
Населений пункт розташований на території українського етнічного та культурного краю Жовтий Клин. Від 1925 року належить до Камизяцького району.
Згідно із законом від 6 серпня 2004 року органом місцевого самоврядування є Образцово-Травінська сільська рада.

## Населення
| 2002 | 2010  | 2011  |
| ---- | ----- | ----- |
| 1125 | ↘1046 | ↗1097 |